# Льюїс Керрол і шахи

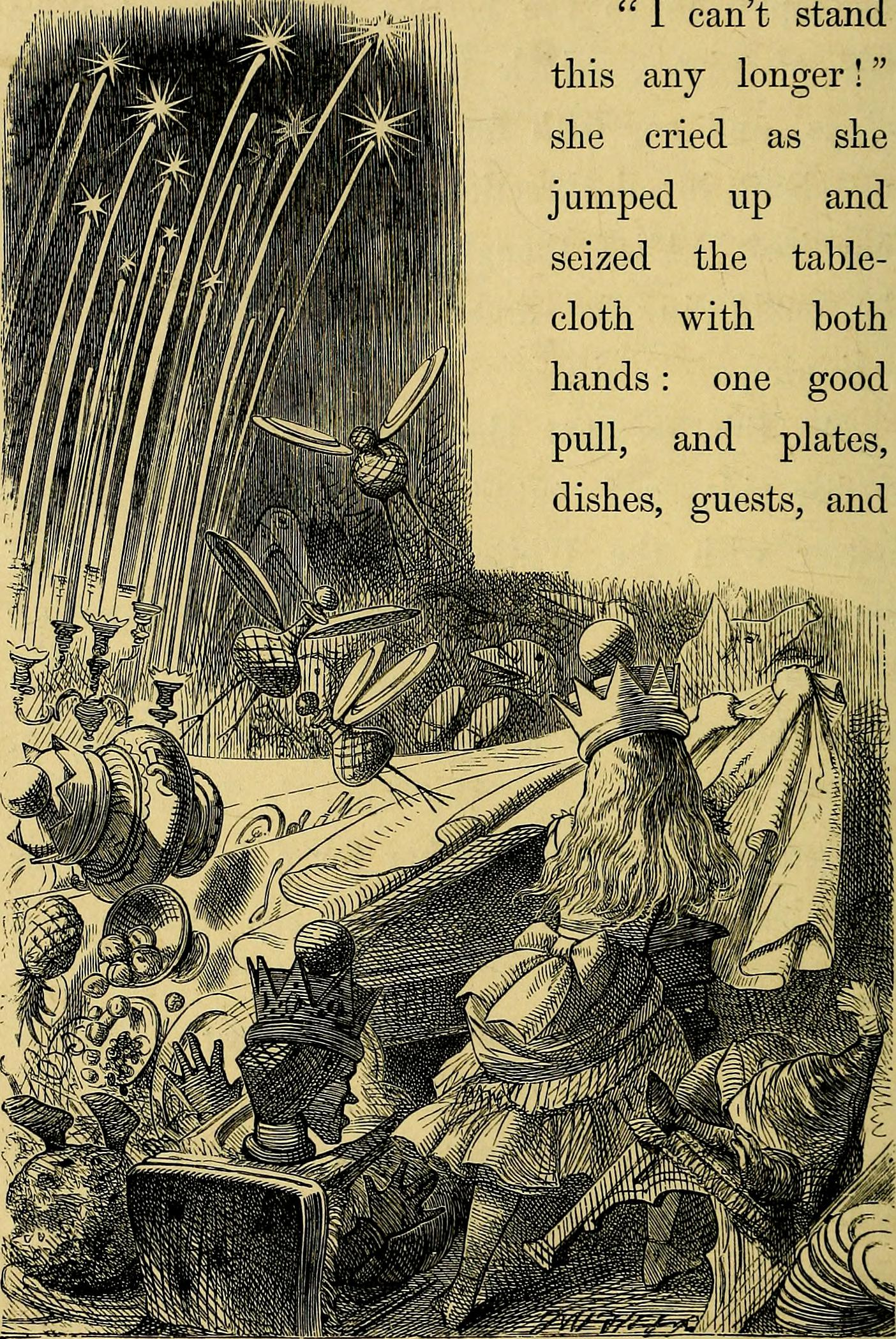
Сторінка першого видання «Аліси в Задзеркаллі» з ілюстраціями Джона Тенніела, 1872

Льюїс Керрол і шахи — тема, що неодноразово привертала інтерес істориків шахів і літературознавців. Шахи займали значне місце в житті письменника Чарльза Латвіджа Доджсона (справжнє ім'я Льюїса Керрола). Вони зображені на кількох фотографіях, які зробив Керрол. Він активно цікавився важливими подіями шахового життя Великої Британії, сам грав у шахи, вчив грати в шахи дітей. Сюжет казки «Аліса в Задзеркаллі» побудований на шаховій партії, яку придумав сам письменник, а шахову діаграму її початкової позиції він розмістив у вступі до своєї книги.

## Шахи в щоденниках і листах Керрола
У щоденниках Льюїса Керрола неодноразово згадуються епізоди гри в шахи. У 1862 році Льюїс Керрол писав своїй сестрі Мері, що він грав в шахи з восьмирічним Лайонелом Теннісоном, сином поета-лауреата Великої Британії Альфреда Теннісона. 19 квітня 1862 року в Льюїс Керрол писав до сестри Мері:
«…Крім того, я уклав угоду з Лайонелом, що він дасть мені кілька своїх віршів, а я маю послати послати йому деякі з моїх. Було дуже важко домовитися про це. Я майже зневірився, оскільки він поставив дуже багато умов. Перша — я повинен зіграти в шахи з ним, вона з великими труднощами була скорочена до 12 ходів з кожного боку, але це не допомогло, коли я поставив йому мат на 6-му ході…»
Оригінальний текст (англ.)
... Also I made a bargain with Lionel, that he was to give me some MS of his verses, and I was to send him some of mine. It was a very difficult bargain to make. I almost despaired of it at first, he put in so many conditions. 1st I was to play a game of chess with him - this with much difficulty was reduced to ‘12 moves on each side.’ but this made little difference as I check-mated him at the 6th move...
— Згадки про шахи в щоденниках Керрола. Чарльз Доджсон і шахи
У щоденниках Керрола є декілька зписів про шахи. 10 серпня 1866 року він записав, що витратив багато часу, спостерігаючи за перебігом шахового турніру. 3 вересня 1866 року Керрол згадував, що отримав 250 аркушів з шаблонами для запису шахових партій (збереглася навіть вказівка щодо суми, яку він при цьому заплатив). Він стверджував, що йому подобаються консультаційні ігри більше, ніж звичайна гра в шахи один на один. 24 грудня 1866 року він зробив запис, що грав в шахи з одним із супутників під час очікування поїзда протягом години. У липні 1867 року Керрол писав, що зіграв в шахи з попутником в поїзді з Кенігсберга до Санкт-Петербурга. Шотландець Ендрю Мюр виявився для Керрола приємним попутником; письменник зіграв з ним три партії в шахи, які, проти свого звичаю, не записав, про що не дуже шкодував, оскільки всі три партії програв. Ця подія, як припускає один з дослідників, визначила шахові теми в написаному пізніше «Задзеркаллі». У серпні 1867 року Керрол записав, що грав в шахи з якимось Р. М. Гантом з Нью-Йорка під час подорожі з Санкт-Петербурга до Варшави. У цьому епізоді Керрол згадує дорожні шахи власного винаходу, які використовувалися для гри.
Існують серйозні сумніви, що Льюїс Керрол коли-небудь грав в офіційному турнірі. Майк Фокс і Річард Джеймс стверджують, що Льюїс Керрол вирішував шахові задачі, як ліки від безсоння, однак це твердження може бути засноване на помилковому розумінні деяких уривків з книги Керрола «Опівнічні задачі». Ця книга містить серію математичних задач, які Керрол вирішував ночами, часто в розумі, без ручки і паперу.

## Шахи на фотографіях письменника
Керрол є автором декількох фотографій, на яких зображені його сучасники за грою в шахи. Частина цих фотографій присутні в реєстрі Роджера Тейлора і Едуарда Вейклінга, котрі внесли до нього всі їм відомі фотографії, атрібутовані Чарльзу Доджсону Люавіджу, в першу чергу — з Бібліотеки Принстонського університету. На всіх фотографіях Керрола зображений не прийнятий тепер комплект Стаунтона, а популярний у Великій Британії того часу комплект Святого Георгія.
Фотографія № 442 в реєстрі Едуарда Вейклінга зафіксувала сестер Сміт влітку 1859 року (англ. «Smith Sisters, Summer 1859»). Розмір фотографії 13,7 на 16,1 см. Сестри Фанні, Мері, Джоан і Енн Сміт (показані на знімку саме в цьому порядку зліва направо) зображені під час у шахи в саду Dinsdale Rectory в Йоркширі. Дівчата розташувалися в тіні невисоких дерев і кущів прямо на траві. Шахівниця розташована на низькому столику. Поруч з ними на розкладному стільці спить кішка. Ця фотографія перебуває в колекції Бібліотеки Принстонського університету (Альбом A I: 43). Положення на шахівниці, як вважають фахівці, взяте зі справжньої партії, при цьому є серйозні сумніви щодо майстерності гравців. Наприклад, чорний кінь розміщується на краю дошки (новачок вважає, що він там менш уразливий для атак з усіх боків, але професіонал розуміє, що кінь в такому положенні атакує і захищає менше клітин). Сестри, ймовірно, позували для фотозйомки, а не були сфотографовані в процесі реальної гри в шахи. На світлині Фанні грає білими фігурами, але жодна з трьох інших сестер не може в своєму положенні на ній грати за чорних. Передбачають, що сестри могли зіграти партію, щоб згаяти час після обіду.
|   | a | b | c | d | e | f | g | h |   |
| 8 | e8 чорний король · d7 чорний ферзь · h7 чорна тура · a6 чорна тура · f6 чорний пішак · h5 чорний пішак · b4 білий слон · e4 білий кінь · c3 білий пішак · g3 білий пішак · d2 білий ферзь · e1 білий король · h1 біла тура | e8 чорний король · d7 чорний ферзь · h7 чорна тура · a6 чорна тура · f6 чорний пішак · h5 чорний пішак · b4 білий слон · e4 білий кінь · c3 білий пішак · g3 білий пішак · d2 білий ферзь · e1 білий король · h1 біла тура | e8 чорний король · d7 чорний ферзь · h7 чорна тура · a6 чорна тура · f6 чорний пішак · h5 чорний пішак · b4 білий слон · e4 білий кінь · c3 білий пішак · g3 білий пішак · d2 білий ферзь · e1 білий король · h1 біла тура | e8 чорний король · d7 чорний ферзь · h7 чорна тура · a6 чорна тура · f6 чорний пішак · h5 чорний пішак · b4 білий слон · e4 білий кінь · c3 білий пішак · g3 білий пішак · d2 білий ферзь · e1 білий король · h1 біла тура | e8 чорний король · d7 чорний ферзь · h7 чорна тура · a6 чорна тура · f6 чорний пішак · h5 чорний пішак · b4 білий слон · e4 білий кінь · c3 білий пішак · g3 білий пішак · d2 білий ферзь · e1 білий король · h1 біла тура | e8 чорний король · d7 чорний ферзь · h7 чорна тура · a6 чорна тура · f6 чорний пішак · h5 чорний пішак · b4 білий слон · e4 білий кінь · c3 білий пішак · g3 білий пішак · d2 білий ферзь · e1 білий король · h1 біла тура | e8 чорний король · d7 чорний ферзь · h7 чорна тура · a6 чорна тура · f6 чорний пішак · h5 чорний пішак · b4 білий слон · e4 білий кінь · c3 білий пішак · g3 білий пішак · d2 білий ферзь · e1 білий король · h1 біла тура | e8 чорний король · d7 чорний ферзь · h7 чорна тура · a6 чорна тура · f6 чорний пішак · h5 чорний пішак · b4 білий слон · e4 білий кінь · c3 білий пішак · g3 білий пішак · d2 білий ферзь · e1 білий король · h1 біла тура | 8 |
| 7 | e8 чорний король · d7 чорний ферзь · h7 чорна тура · a6 чорна тура · f6 чорний пішак · h5 чорний пішак · b4 білий слон · e4 білий кінь · c3 білий пішак · g3 білий пішак · d2 білий ферзь · e1 білий король · h1 біла тура | e8 чорний король · d7 чорний ферзь · h7 чорна тура · a6 чорна тура · f6 чорний пішак · h5 чорний пішак · b4 білий слон · e4 білий кінь · c3 білий пішак · g3 білий пішак · d2 білий ферзь · e1 білий король · h1 біла тура | e8 чорний король · d7 чорний ферзь · h7 чорна тура · a6 чорна тура · f6 чорний пішак · h5 чорний пішак · b4 білий слон · e4 білий кінь · c3 білий пішак · g3 білий пішак · d2 білий ферзь · e1 білий король · h1 біла тура | e8 чорний король · d7 чорний ферзь · h7 чорна тура · a6 чорна тура · f6 чорний пішак · h5 чорний пішак · b4 білий слон · e4 білий кінь · c3 білий пішак · g3 білий пішак · d2 білий ферзь · e1 білий король · h1 біла тура | e8 чорний король · d7 чорний ферзь · h7 чорна тура · a6 чорна тура · f6 чорний пішак · h5 чорний пішак · b4 білий слон · e4 білий кінь · c3 білий пішак · g3 білий пішак · d2 білий ферзь · e1 білий король · h1 біла тура | e8 чорний король · d7 чорний ферзь · h7 чорна тура · a6 чорна тура · f6 чорний пішак · h5 чорний пішак · b4 білий слон · e4 білий кінь · c3 білий пішак · g3 білий пішак · d2 білий ферзь · e1 білий король · h1 біла тура | e8 чорний король · d7 чорний ферзь · h7 чорна тура · a6 чорна тура · f6 чорний пішак · h5 чорний пішак · b4 білий слон · e4 білий кінь · c3 білий пішак · g3 білий пішак · d2 білий ферзь · e1 білий король · h1 біла тура | e8 чорний король · d7 чорний ферзь · h7 чорна тура · a6 чорна тура · f6 чорний пішак · h5 чорний пішак · b4 білий слон · e4 білий кінь · c3 білий пішак · g3 білий пішак · d2 білий ферзь · e1 білий король · h1 біла тура | 7 |
| 6 | e8 чорний король · d7 чорний ферзь · h7 чорна тура · a6 чорна тура · f6 чорний пішак · h5 чорний пішак · b4 білий слон · e4 білий кінь · c3 білий пішак · g3 білий пішак · d2 білий ферзь · e1 білий король · h1 біла тура | e8 чорний король · d7 чорний ферзь · h7 чорна тура · a6 чорна тура · f6 чорний пішак · h5 чорний пішак · b4 білий слон · e4 білий кінь · c3 білий пішак · g3 білий пішак · d2 білий ферзь · e1 білий король · h1 біла тура | e8 чорний король · d7 чорний ферзь · h7 чорна тура · a6 чорна тура · f6 чорний пішак · h5 чорний пішак · b4 білий слон · e4 білий кінь · c3 білий пішак · g3 білий пішак · d2 білий ферзь · e1 білий король · h1 біла тура | e8 чорний король · d7 чорний ферзь · h7 чорна тура · a6 чорна тура · f6 чорний пішак · h5 чорний пішак · b4 білий слон · e4 білий кінь · c3 білий пішак · g3 білий пішак · d2 білий ферзь · e1 білий король · h1 біла тура | e8 чорний король · d7 чорний ферзь · h7 чорна тура · a6 чорна тура · f6 чорний пішак · h5 чорний пішак · b4 білий слон · e4 білий кінь · c3 білий пішак · g3 білий пішак · d2 білий ферзь · e1 білий король · h1 біла тура | e8 чорний король · d7 чорний ферзь · h7 чорна тура · a6 чорна тура · f6 чорний пішак · h5 чорний пішак · b4 білий слон · e4 білий кінь · c3 білий пішак · g3 білий пішак · d2 білий ферзь · e1 білий король · h1 біла тура | e8 чорний король · d7 чорний ферзь · h7 чорна тура · a6 чорна тура · f6 чорний пішак · h5 чорний пішак · b4 білий слон · e4 білий кінь · c3 білий пішак · g3 білий пішак · d2 білий ферзь · e1 білий король · h1 біла тура | e8 чорний король · d7 чорний ферзь · h7 чорна тура · a6 чорна тура · f6 чорний пішак · h5 чорний пішак · b4 білий слон · e4 білий кінь · c3 білий пішак · g3 білий пішак · d2 білий ферзь · e1 білий король · h1 біла тура | 6 |
| 5 | e8 чорний король · d7 чорний ферзь · h7 чорна тура · a6 чорна тура · f6 чорний пішак · h5 чорний пішак · b4 білий слон · e4 білий кінь · c3 білий пішак · g3 білий пішак · d2 білий ферзь · e1 білий король · h1 біла тура | e8 чорний король · d7 чорний ферзь · h7 чорна тура · a6 чорна тура · f6 чорний пішак · h5 чорний пішак · b4 білий слон · e4 білий кінь · c3 білий пішак · g3 білий пішак · d2 білий ферзь · e1 білий король · h1 біла тура | e8 чорний король · d7 чорний ферзь · h7 чорна тура · a6 чорна тура · f6 чорний пішак · h5 чорний пішак · b4 білий слон · e4 білий кінь · c3 білий пішак · g3 білий пішак · d2 білий ферзь · e1 білий король · h1 біла тура | e8 чорний король · d7 чорний ферзь · h7 чорна тура · a6 чорна тура · f6 чорний пішак · h5 чорний пішак · b4 білий слон · e4 білий кінь · c3 білий пішак · g3 білий пішак · d2 білий ферзь · e1 білий король · h1 біла тура | e8 чорний король · d7 чорний ферзь · h7 чорна тура · a6 чорна тура · f6 чорний пішак · h5 чорний пішак · b4 білий слон · e4 білий кінь · c3 білий пішак · g3 білий пішак · d2 білий ферзь · e1 білий король · h1 біла тура | e8 чорний король · d7 чорний ферзь · h7 чорна тура · a6 чорна тура · f6 чорний пішак · h5 чорний пішак · b4 білий слон · e4 білий кінь · c3 білий пішак · g3 білий пішак · d2 білий ферзь · e1 білий король · h1 біла тура | e8 чорний король · d7 чорний ферзь · h7 чорна тура · a6 чорна тура · f6 чорний пішак · h5 чорний пішак · b4 білий слон · e4 білий кінь · c3 білий пішак · g3 білий пішак · d2 білий ферзь · e1 білий король · h1 біла тура | e8 чорний король · d7 чорний ферзь · h7 чорна тура · a6 чорна тура · f6 чорний пішак · h5 чорний пішак · b4 білий слон · e4 білий кінь · c3 білий пішак · g3 білий пішак · d2 білий ферзь · e1 білий король · h1 біла тура | 5 |
| 4 | e8 чорний король · d7 чорний ферзь · h7 чорна тура · a6 чорна тура · f6 чорний пішак · h5 чорний пішак · b4 білий слон · e4 білий кінь · c3 білий пішак · g3 білий пішак · d2 білий ферзь · e1 білий король · h1 біла тура | e8 чорний король · d7 чорний ферзь · h7 чорна тура · a6 чорна тура · f6 чорний пішак · h5 чорний пішак · b4 білий слон · e4 білий кінь · c3 білий пішак · g3 білий пішак · d2 білий ферзь · e1 білий король · h1 біла тура | e8 чорний король · d7 чорний ферзь · h7 чорна тура · a6 чорна тура · f6 чорний пішак · h5 чорний пішак · b4 білий слон · e4 білий кінь · c3 білий пішак · g3 білий пішак · d2 білий ферзь · e1 білий король · h1 біла тура | e8 чорний король · d7 чорний ферзь · h7 чорна тура · a6 чорна тура · f6 чорний пішак · h5 чорний пішак · b4 білий слон · e4 білий кінь · c3 білий пішак · g3 білий пішак · d2 білий ферзь · e1 білий король · h1 біла тура | e8 чорний король · d7 чорний ферзь · h7 чорна тура · a6 чорна тура · f6 чорний пішак · h5 чорний пішак · b4 білий слон · e4 білий кінь · c3 білий пішак · g3 білий пішак · d2 білий ферзь · e1 білий король · h1 біла тура | e8 чорний король · d7 чорний ферзь · h7 чорна тура · a6 чорна тура · f6 чорний пішак · h5 чорний пішак · b4 білий слон · e4 білий кінь · c3 білий пішак · g3 білий пішак · d2 білий ферзь · e1 білий король · h1 біла тура | e8 чорний король · d7 чорний ферзь · h7 чорна тура · a6 чорна тура · f6 чорний пішак · h5 чорний пішак · b4 білий слон · e4 білий кінь · c3 білий пішак · g3 білий пішак · d2 білий ферзь · e1 білий король · h1 біла тура | e8 чорний король · d7 чорний ферзь · h7 чорна тура · a6 чорна тура · f6 чорний пішак · h5 чорний пішак · b4 білий слон · e4 білий кінь · c3 білий пішак · g3 білий пішак · d2 білий ферзь · e1 білий король · h1 біла тура | 4 |
| 3 | e8 чорний король · d7 чорний ферзь · h7 чорна тура · a6 чорна тура · f6 чорний пішак · h5 чорний пішак · b4 білий слон · e4 білий кінь · c3 білий пішак · g3 білий пішак · d2 білий ферзь · e1 білий король · h1 біла тура | e8 чорний король · d7 чорний ферзь · h7 чорна тура · a6 чорна тура · f6 чорний пішак · h5 чорний пішак · b4 білий слон · e4 білий кінь · c3 білий пішак · g3 білий пішак · d2 білий ферзь · e1 білий король · h1 біла тура | e8 чорний король · d7 чорний ферзь · h7 чорна тура · a6 чорна тура · f6 чорний пішак · h5 чорний пішак · b4 білий слон · e4 білий кінь · c3 білий пішак · g3 білий пішак · d2 білий ферзь · e1 білий король · h1 біла тура | e8 чорний король · d7 чорний ферзь · h7 чорна тура · a6 чорна тура · f6 чорний пішак · h5 чорний пішак · b4 білий слон · e4 білий кінь · c3 білий пішак · g3 білий пішак · d2 білий ферзь · e1 білий король · h1 біла тура | e8 чорний король · d7 чорний ферзь · h7 чорна тура · a6 чорна тура · f6 чорний пішак · h5 чорний пішак · b4 білий слон · e4 білий кінь · c3 білий пішак · g3 білий пішак · d2 білий ферзь · e1 білий король · h1 біла тура | e8 чорний король · d7 чорний ферзь · h7 чорна тура · a6 чорна тура · f6 чорний пішак · h5 чорний пішак · b4 білий слон · e4 білий кінь · c3 білий пішак · g3 білий пішак · d2 білий ферзь · e1 білий король · h1 біла тура | e8 чорний король · d7 чорний ферзь · h7 чорна тура · a6 чорна тура · f6 чорний пішак · h5 чорний пішак · b4 білий слон · e4 білий кінь · c3 білий пішак · g3 білий пішак · d2 білий ферзь · e1 білий король · h1 біла тура | e8 чорний король · d7 чорний ферзь · h7 чорна тура · a6 чорна тура · f6 чорний пішак · h5 чорний пішак · b4 білий слон · e4 білий кінь · c3 білий пішак · g3 білий пішак · d2 білий ферзь · e1 білий король · h1 біла тура | 3 |
| 2 | e8 чорний король · d7 чорний ферзь · h7 чорна тура · a6 чорна тура · f6 чорний пішак · h5 чорний пішак · b4 білий слон · e4 білий кінь · c3 білий пішак · g3 білий пішак · d2 білий ферзь · e1 білий король · h1 біла тура | e8 чорний король · d7 чорний ферзь · h7 чорна тура · a6 чорна тура · f6 чорний пішак · h5 чорний пішак · b4 білий слон · e4 білий кінь · c3 білий пішак · g3 білий пішак · d2 білий ферзь · e1 білий король · h1 біла тура | e8 чорний король · d7 чорний ферзь · h7 чорна тура · a6 чорна тура · f6 чорний пішак · h5 чорний пішак · b4 білий слон · e4 білий кінь · c3 білий пішак · g3 білий пішак · d2 білий ферзь · e1 білий король · h1 біла тура | e8 чорний король · d7 чорний ферзь · h7 чорна тура · a6 чорна тура · f6 чорний пішак · h5 чорний пішак · b4 білий слон · e4 білий кінь · c3 білий пішак · g3 білий пішак · d2 білий ферзь · e1 білий король · h1 біла тура | e8 чорний король · d7 чорний ферзь · h7 чорна тура · a6 чорна тура · f6 чорний пішак · h5 чорний пішак · b4 білий слон · e4 білий кінь · c3 білий пішак · g3 білий пішак · d2 білий ферзь · e1 білий король · h1 біла тура | e8 чорний король · d7 чорний ферзь · h7 чорна тура · a6 чорна тура · f6 чорний пішак · h5 чорний пішак · b4 білий слон · e4 білий кінь · c3 білий пішак · g3 білий пішак · d2 білий ферзь · e1 білий король · h1 біла тура | e8 чорний король · d7 чорний ферзь · h7 чорна тура · a6 чорна тура · f6 чорний пішак · h5 чорний пішак · b4 білий слон · e4 білий кінь · c3 білий пішак · g3 білий пішак · d2 білий ферзь · e1 білий король · h1 біла тура | e8 чорний король · d7 чорний ферзь · h7 чорна тура · a6 чорна тура · f6 чорний пішак · h5 чорний пішак · b4 білий слон · e4 білий кінь · c3 білий пішак · g3 білий пішак · d2 білий ферзь · e1 білий король · h1 біла тура | 2 |
| 1 | e8 чорний король · d7 чорний ферзь · h7 чорна тура · a6 чорна тура · f6 чорний пішак · h5 чорний пішак · b4 білий слон · e4 білий кінь · c3 білий пішак · g3 білий пішак · d2 білий ферзь · e1 білий король · h1 біла тура | e8 чорний король · d7 чорний ферзь · h7 чорна тура · a6 чорна тура · f6 чорний пішак · h5 чорний пішак · b4 білий слон · e4 білий кінь · c3 білий пішак · g3 білий пішак · d2 білий ферзь · e1 білий король · h1 біла тура | e8 чорний король · d7 чорний ферзь · h7 чорна тура · a6 чорна тура · f6 чорний пішак · h5 чорний пішак · b4 білий слон · e4 білий кінь · c3 білий пішак · g3 білий пішак · d2 білий ферзь · e1 білий король · h1 біла тура | e8 чорний король · d7 чорний ферзь · h7 чорна тура · a6 чорна тура · f6 чорний пішак · h5 чорний пішак · b4 білий слон · e4 білий кінь · c3 білий пішак · g3 білий пішак · d2 білий ферзь · e1 білий король · h1 біла тура | e8 чорний король · d7 чорний ферзь · h7 чорна тура · a6 чорна тура · f6 чорний пішак · h5 чорний пішак · b4 білий слон · e4 білий кінь · c3 білий пішак · g3 білий пішак · d2 білий ферзь · e1 білий король · h1 біла тура | e8 чорний король · d7 чорний ферзь · h7 чорна тура · a6 чорна тура · f6 чорний пішак · h5 чорний пішак · b4 білий слон · e4 білий кінь · c3 білий пішак · g3 білий пішак · d2 білий ферзь · e1 білий король · h1 біла тура | e8 чорний король · d7 чорний ферзь · h7 чорна тура · a6 чорна тура · f6 чорний пішак · h5 чорний пішак · b4 білий слон · e4 білий кінь · c3 білий пішак · g3 білий пішак · d2 білий ферзь · e1 білий король · h1 біла тура | e8 чорний король · d7 чорний ферзь · h7 чорна тура · a6 чорна тура · f6 чорний пішак · h5 чорний пішак · b4 білий слон · e4 білий кінь · c3 білий пішак · g3 білий пішак · d2 білий ферзь · e1 білий король · h1 біла тура | 1 |
|   | a | b | c | d | e | f | g | h |   |

Фотографія № 440 в реєстрі Едуарда Вейклінга «Дві тітоньки Керролла, Маргарет Енн і Генрієтта Марія Лютвідж, грають в шахи» (англ. «Two of Lewis Carroll's aunts, Margaret Anne and Henrietta Mary Lutwidge, playing chess»). На фотографії присутні Маргарет Енн і Генрієтта Марія Лютвідж, знімок зроблений влітку 1859 року. Розмір фотографії з Дослідницького центру Гаррі Ренсома — 13,9 на 16,7 см (інвентарний номер — 964:0001:0031). Дві тітоньки Керролла по матері постають в чепцях і старовинних костюмах, вони грають у шахи, напружено і зацікавлено вивчаючи шахівницю. Позитив цього зображення є в колекції Національного музею фотографії, кіно і телебачення у Бредфорді, ще один позитив є в Дослідницькому центрі Гаррі Ренсома в Університеті штату Техас в Остіні. Другий з цих позитивів, як вважають дослідники, був підфарбований (можна порівняти браслет на правому зап'ясті Генрієтти і декоративне намисто на лівій стороні столу в обох картинах). Положення на шахівниці на цій фотографії можна легко відновити. Чорні приготувалися зробити хід ферзем з поля d7, на якому він розташований. Шахівниця на знімку більша, ніж стіл, на якому вона стоїть.
Фотографія № 1131 в реєстрі Едуарда Вейклінга «Місіс Россетті грає в шахи з Д. Р. Россетті: Крістіна і Марія Франческа, жовтень 1863» (англ. «Mrs. Rossetti playing chess with D.G. Rossetti: Christina, and Maria Francesca, October 1863»). Розмір фотографії з Дослідницького центру Гаррі Ренсома — 18,8 на 23,8 сантиметра (інвентарний номер — 964:0001:0039). Світлина зафіксувала сім'ю Данте Габріеля Россетті 7 жовтня 1863 року, що грає в шахи на лоні природи. Присутні на фотографії:
- поет і художник Данте Габрієль Росетті і його мати Френсіс Мері Лавінія Полідорі, пізніше у шлюбі Россетті. Вони грають у шахи. Френсіс була донькою італійського емігранта Гаетано Полідорі[en] і сестрою Джона Полідорі, автора оповідання «Вампір» і особистого лікаря лорда Байрона[8][9].
- Його сестри: Крістіна Джорджина Россетті (1830-1894, англійська поетеса, популярність їй принесла поема «Базар гоблінів», на її честь названо кратер Россетті на Венері) і Марія Франческа Россетті (1827–1876, англійська письменниця. Вона була коханою Джона Раскіна. Їхні стосунки розпочалися, коли їй було 28 років, вже після анулювання шлюбу Раскіна. Вона була глибоко релігійною англіканкою, опублікувала посібник з вивчення «Божественної комедії» Данте Аліг'єрі, ця фотографія — один з небагатьох її знімків), які дивляться на їх гру.

Россетті тримає капелюха в лівій руці, а правою переміщує фігуру на шахівниці. Сукні його сестер — довгі та об'ємні, вони стеляться по землі у всипаному листям саду. Крістіна Россетті пізніше писала Доджсону, що просить у нього три позитиви цієї фотографії. Пізніше, вже після смерті поета і художника, на основі цієї фотографії створено гравюру.
Інша фотографія, ймовірно, знята в той же час, — «Сімейство Россетті» (англ. «The Rossetti Family, October 1863»). На фото Льюїса Керролла присутні Марія Франческа, Френсіс Полідорі, Данте Габріель, Крістіна Джорджина, а також на відміну від попередньої фотографії
- Вільям Майкл Россетті (1829—1919, художній критик і письменник, один з перших членів Братства прерафаелітів, він одружився з Люсі Медокс Браун, художницею і дочкою художника Форда Медокса Брауна)[11].

Френсіс Полідорі грає на знімку в шахи зі своєю старшою дочкою. Ця фотографія була пошкоджена бризками їдкої речовини; бризки опинилися зокрема на обличчі Россетті. Крістіна Джорджина від імені родини просила у Керролла надати їй дванадцять позитивів цієї фотографії.
Фотографія «Шахісти» (англ. «Chess-Players, August 1866») зроблена в серпні 1866 року. Ця світлина була розміщена в Альбомі P 3 з колекції Морріса Л. Перріша в Принстонському університеті. Її розмір — 8,5 на 13 сантиметрів. Передбачається, що знімок зафіксував тридцять учасників і гостей Шахового конгресу (англ. Redcar chess congress), на якому Льюїс Керролл був присутній 10 серпня 1866 року. Більшість з персонажів знімка так і не були визначені, але Сесіл де Вер, переможець турніру, що проходив у рамках конгресу, легко впадає в очі (високий молодий чоловік, який трохи змістився з центру знімка вліво, стоїть зі складеними на грудях руками). Ближче до центру від нього в передньому ряду сидить, тримаючи в руці циліндр, Говард Стаунтон. Припускають, що можна з деякою часткою ймовірності визначити на фото також двох шахових композиторів — Волтера Грімшоу і Генрі Едвіна Кідсона (англ. Henry Edwin Kidson).
На аукціоні Крістіз також значилася фотографія Льюїса Керролла «Гравці в шахи» (англ. «The Chess Players», знімок був зроблений близько 1863 року) як лот №41 10 травня 2002 року, але діти, зображені на знімку (Грейс Артур Денман), грають не в шахи, а в шашки

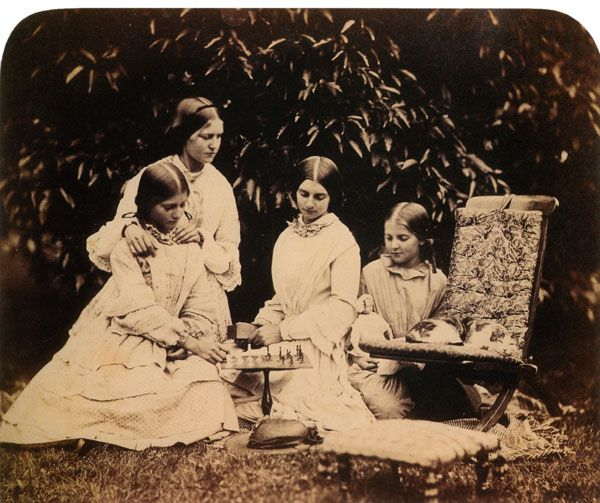
Льюїс Керрол. Сестри Сміт, літо 1859
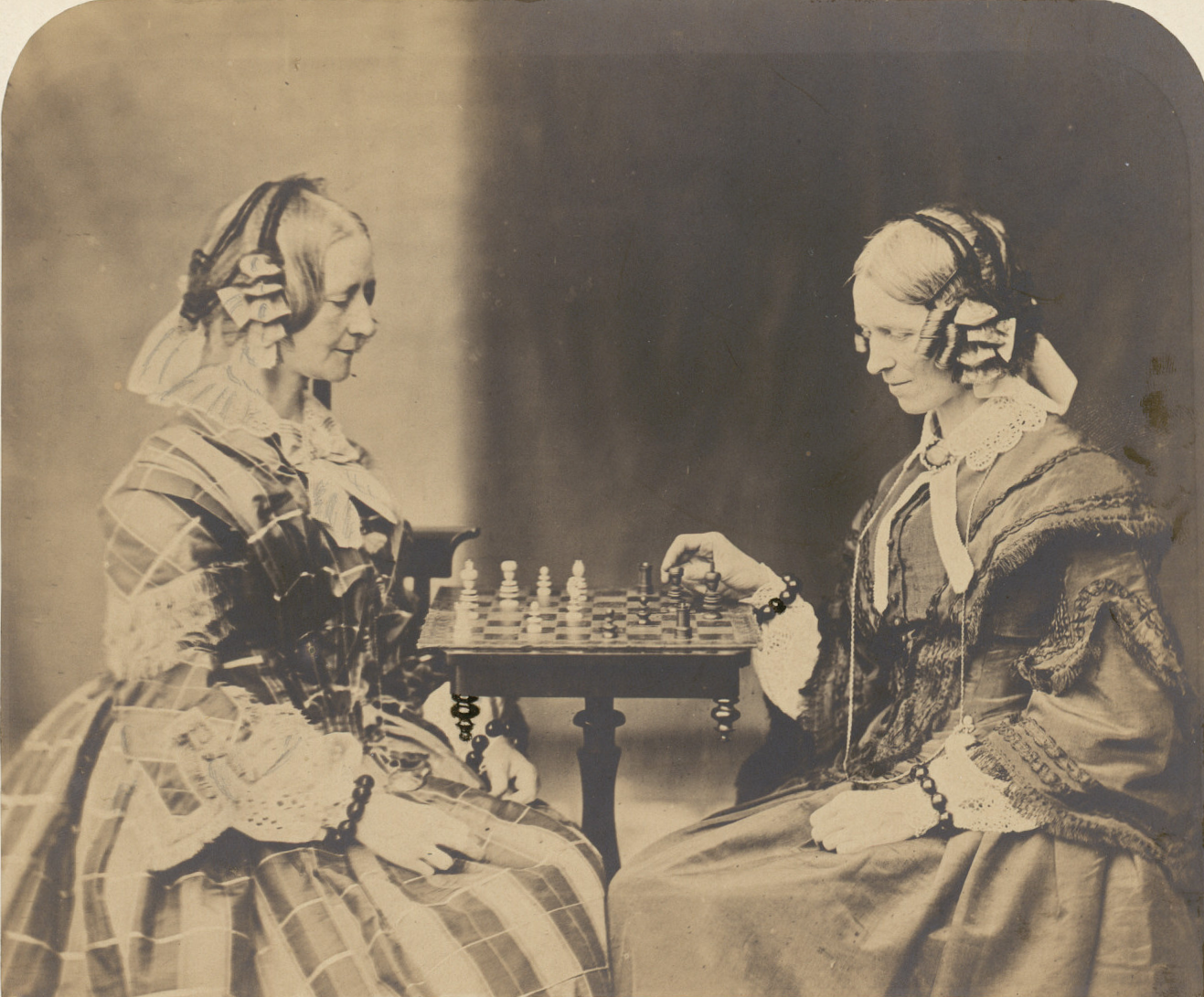
Льюїс Керрол. Дві тітоньки Керрола, Маргарет Енн і Генрієтта Мері Латвідж, грають в шахи, літо 1859
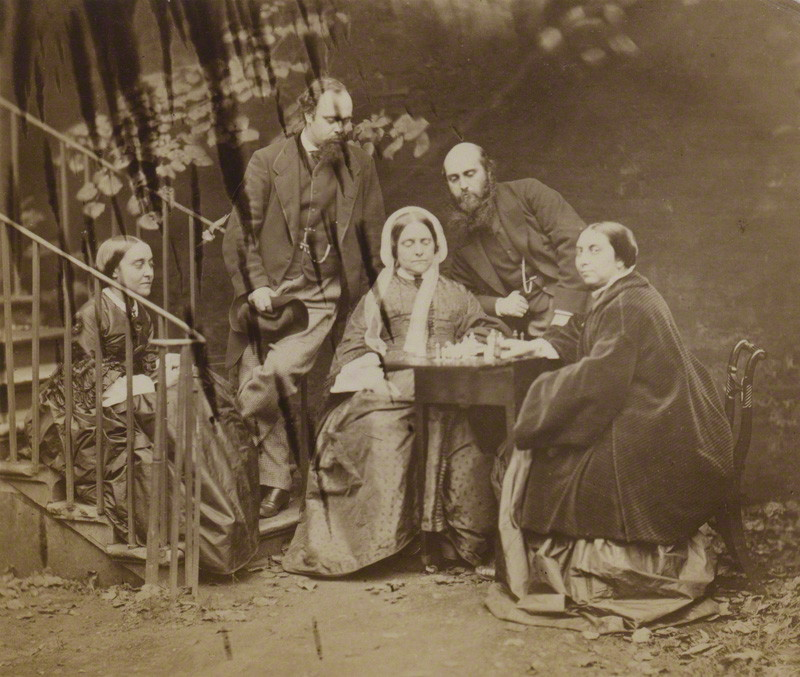
Льюїс Керрол. Родина Россетті, жовтень 1863
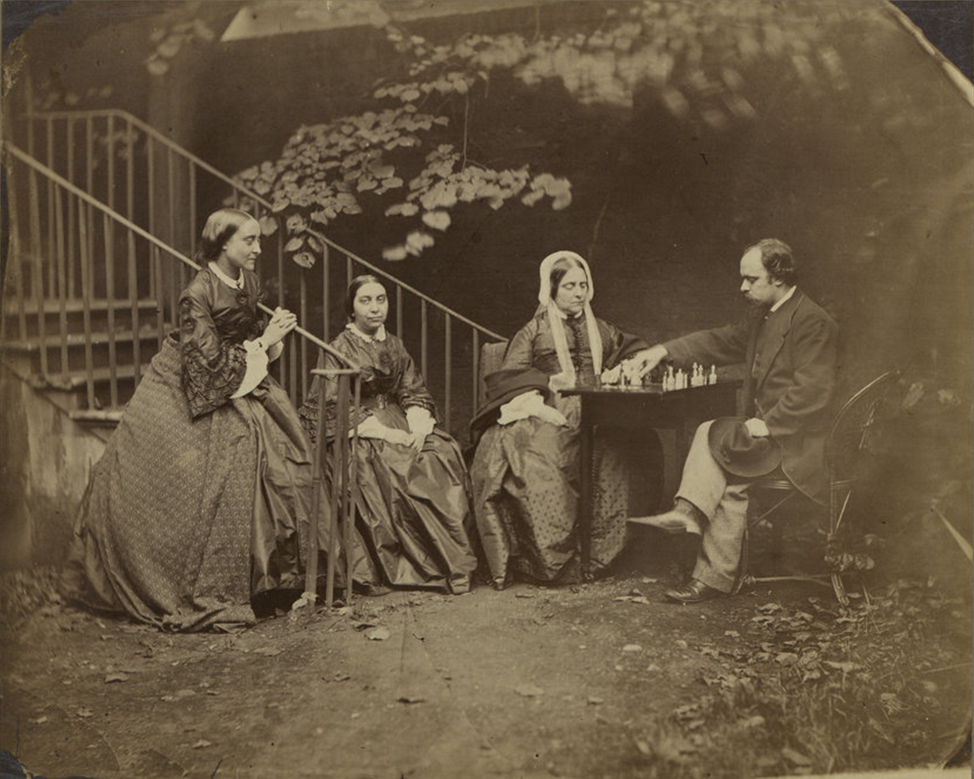
Льюїс Керрол. Місіс Россетті грає в шахи з Д. Г. Россетті: Христина і Марія Франческа, жовтень 1863
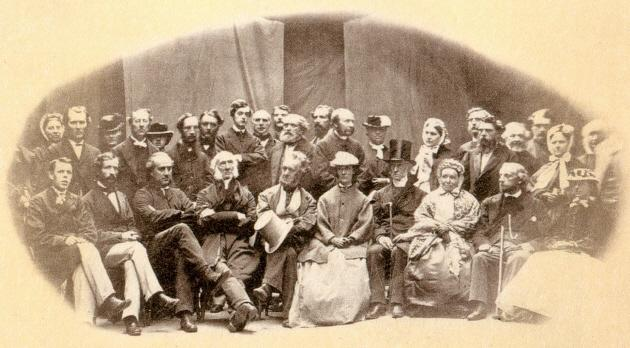
Льюїс Керрол. Шахісти, серпень 1866
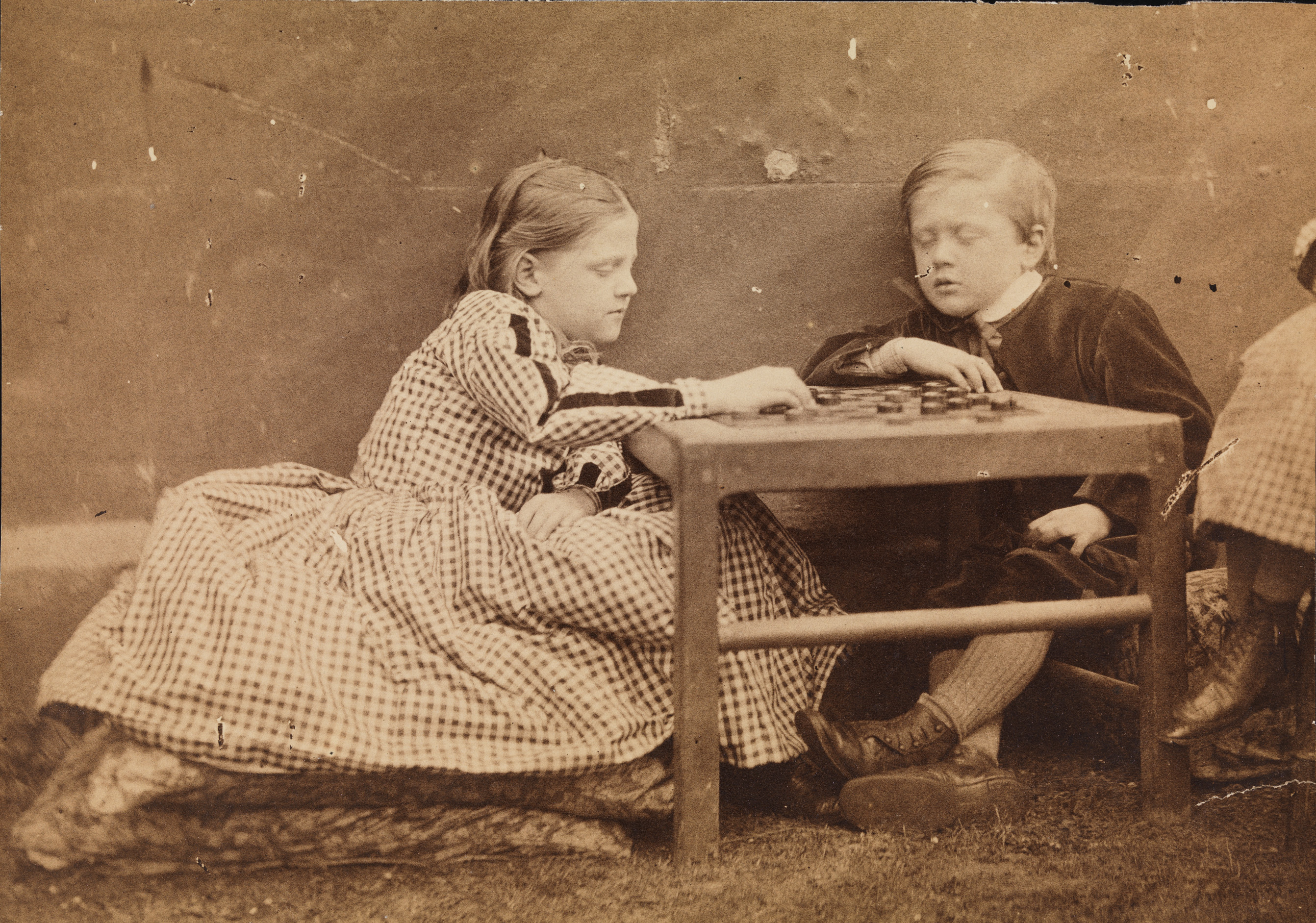
Льюїс Керрол. Діти Шарлотти Едіт Денман, Артур і Грейс, грають в шашки

## Шахи в книзі «Аліса в Задзеркаллі»
У композиції казок про Алісу різні види ігор (гральні карти, шахи, крокет) мають дуже велике значення. 1865 року Льюїс Керролл опублікував «Пригоди Аліси в Країні чудес». У ній він жодного разу не згадує про шахи, центральне місце в сюжеті зайняли карти.
На думку літературознавця Ніни Демурової, дві основні теми другої казки про Алісу — «Аліса в Задзеркаллі» (англ. «Through the Looking-Glass, and What Alice Found There», «Крізь дзеркало і Що там знайшла Аліса»): дзеркало і шахи. Простір і час в Задзеркаллі організовані за принципами шахів, сну і віддзеркалення. Ці три хронотопи співвіднесені один з одним - провідним є сон, а дзеркальний і шаховий хронотопи дискретні і підпорядковані сну. Всі три хронотопи співіснують, по черзі поступаючись один одному місцем в сюжеті.

### Шахова партія як спосіб організації сюжету книги
|   | a | b | c | d | e | f | g | h |   |
| 8 | g8 чорний кінь · c6 білий король · f5 білий кінь · e4 чорний король · d2 білий пішак · e2 чорний ферзь · c1 білий ферзь · f1 біла тура | g8 чорний кінь · c6 білий король · f5 білий кінь · e4 чорний король · d2 білий пішак · e2 чорний ферзь · c1 білий ферзь · f1 біла тура | g8 чорний кінь · c6 білий король · f5 білий кінь · e4 чорний король · d2 білий пішак · e2 чорний ферзь · c1 білий ферзь · f1 біла тура | g8 чорний кінь · c6 білий король · f5 білий кінь · e4 чорний король · d2 білий пішак · e2 чорний ферзь · c1 білий ферзь · f1 біла тура | g8 чорний кінь · c6 білий король · f5 білий кінь · e4 чорний король · d2 білий пішак · e2 чорний ферзь · c1 білий ферзь · f1 біла тура | g8 чорний кінь · c6 білий король · f5 білий кінь · e4 чорний король · d2 білий пішак · e2 чорний ферзь · c1 білий ферзь · f1 біла тура | g8 чорний кінь · c6 білий король · f5 білий кінь · e4 чорний король · d2 білий пішак · e2 чорний ферзь · c1 білий ферзь · f1 біла тура | g8 чорний кінь · c6 білий король · f5 білий кінь · e4 чорний король · d2 білий пішак · e2 чорний ферзь · c1 білий ферзь · f1 біла тура | 8 |
| 7 | g8 чорний кінь · c6 білий король · f5 білий кінь · e4 чорний король · d2 білий пішак · e2 чорний ферзь · c1 білий ферзь · f1 біла тура | g8 чорний кінь · c6 білий король · f5 білий кінь · e4 чорний король · d2 білий пішак · e2 чорний ферзь · c1 білий ферзь · f1 біла тура | g8 чорний кінь · c6 білий король · f5 білий кінь · e4 чорний король · d2 білий пішак · e2 чорний ферзь · c1 білий ферзь · f1 біла тура | g8 чорний кінь · c6 білий король · f5 білий кінь · e4 чорний король · d2 білий пішак · e2 чорний ферзь · c1 білий ферзь · f1 біла тура | g8 чорний кінь · c6 білий король · f5 білий кінь · e4 чорний король · d2 білий пішак · e2 чорний ферзь · c1 білий ферзь · f1 біла тура | g8 чорний кінь · c6 білий король · f5 білий кінь · e4 чорний король · d2 білий пішак · e2 чорний ферзь · c1 білий ферзь · f1 біла тура | g8 чорний кінь · c6 білий король · f5 білий кінь · e4 чорний король · d2 білий пішак · e2 чорний ферзь · c1 білий ферзь · f1 біла тура | g8 чорний кінь · c6 білий король · f5 білий кінь · e4 чорний король · d2 білий пішак · e2 чорний ферзь · c1 білий ферзь · f1 біла тура | 7 |
| 6 | g8 чорний кінь · c6 білий король · f5 білий кінь · e4 чорний король · d2 білий пішак · e2 чорний ферзь · c1 білий ферзь · f1 біла тура | g8 чорний кінь · c6 білий король · f5 білий кінь · e4 чорний король · d2 білий пішак · e2 чорний ферзь · c1 білий ферзь · f1 біла тура | g8 чорний кінь · c6 білий король · f5 білий кінь · e4 чорний король · d2 білий пішак · e2 чорний ферзь · c1 білий ферзь · f1 біла тура | g8 чорний кінь · c6 білий король · f5 білий кінь · e4 чорний король · d2 білий пішак · e2 чорний ферзь · c1 білий ферзь · f1 біла тура | g8 чорний кінь · c6 білий король · f5 білий кінь · e4 чорний король · d2 білий пішак · e2 чорний ферзь · c1 білий ферзь · f1 біла тура | g8 чорний кінь · c6 білий король · f5 білий кінь · e4 чорний король · d2 білий пішак · e2 чорний ферзь · c1 білий ферзь · f1 біла тура | g8 чорний кінь · c6 білий король · f5 білий кінь · e4 чорний король · d2 білий пішак · e2 чорний ферзь · c1 білий ферзь · f1 біла тура | g8 чорний кінь · c6 білий король · f5 білий кінь · e4 чорний король · d2 білий пішак · e2 чорний ферзь · c1 білий ферзь · f1 біла тура | 6 |
| 5 | g8 чорний кінь · c6 білий король · f5 білий кінь · e4 чорний король · d2 білий пішак · e2 чорний ферзь · c1 білий ферзь · f1 біла тура | g8 чорний кінь · c6 білий король · f5 білий кінь · e4 чорний король · d2 білий пішак · e2 чорний ферзь · c1 білий ферзь · f1 біла тура | g8 чорний кінь · c6 білий король · f5 білий кінь · e4 чорний король · d2 білий пішак · e2 чорний ферзь · c1 білий ферзь · f1 біла тура | g8 чорний кінь · c6 білий король · f5 білий кінь · e4 чорний король · d2 білий пішак · e2 чорний ферзь · c1 білий ферзь · f1 біла тура | g8 чорний кінь · c6 білий король · f5 білий кінь · e4 чорний король · d2 білий пішак · e2 чорний ферзь · c1 білий ферзь · f1 біла тура | g8 чорний кінь · c6 білий король · f5 білий кінь · e4 чорний король · d2 білий пішак · e2 чорний ферзь · c1 білий ферзь · f1 біла тура | g8 чорний кінь · c6 білий король · f5 білий кінь · e4 чорний король · d2 білий пішак · e2 чорний ферзь · c1 білий ферзь · f1 біла тура | g8 чорний кінь · c6 білий король · f5 білий кінь · e4 чорний король · d2 білий пішак · e2 чорний ферзь · c1 білий ферзь · f1 біла тура | 5 |
| 4 | g8 чорний кінь · c6 білий король · f5 білий кінь · e4 чорний король · d2 білий пішак · e2 чорний ферзь · c1 білий ферзь · f1 біла тура | g8 чорний кінь · c6 білий король · f5 білий кінь · e4 чорний король · d2 білий пішак · e2 чорний ферзь · c1 білий ферзь · f1 біла тура | g8 чорний кінь · c6 білий король · f5 білий кінь · e4 чорний король · d2 білий пішак · e2 чорний ферзь · c1 білий ферзь · f1 біла тура | g8 чорний кінь · c6 білий король · f5 білий кінь · e4 чорний король · d2 білий пішак · e2 чорний ферзь · c1 білий ферзь · f1 біла тура | g8 чорний кінь · c6 білий король · f5 білий кінь · e4 чорний король · d2 білий пішак · e2 чорний ферзь · c1 білий ферзь · f1 біла тура | g8 чорний кінь · c6 білий король · f5 білий кінь · e4 чорний король · d2 білий пішак · e2 чорний ферзь · c1 білий ферзь · f1 біла тура | g8 чорний кінь · c6 білий король · f5 білий кінь · e4 чорний король · d2 білий пішак · e2 чорний ферзь · c1 білий ферзь · f1 біла тура | g8 чорний кінь · c6 білий король · f5 білий кінь · e4 чорний король · d2 білий пішак · e2 чорний ферзь · c1 білий ферзь · f1 біла тура | 4 |
| 3 | g8 чорний кінь · c6 білий король · f5 білий кінь · e4 чорний король · d2 білий пішак · e2 чорний ферзь · c1 білий ферзь · f1 біла тура | g8 чорний кінь · c6 білий король · f5 білий кінь · e4 чорний король · d2 білий пішак · e2 чорний ферзь · c1 білий ферзь · f1 біла тура | g8 чорний кінь · c6 білий король · f5 білий кінь · e4 чорний король · d2 білий пішак · e2 чорний ферзь · c1 білий ферзь · f1 біла тура | g8 чорний кінь · c6 білий король · f5 білий кінь · e4 чорний король · d2 білий пішак · e2 чорний ферзь · c1 білий ферзь · f1 біла тура | g8 чорний кінь · c6 білий король · f5 білий кінь · e4 чорний король · d2 білий пішак · e2 чорний ферзь · c1 білий ферзь · f1 біла тура | g8 чорний кінь · c6 білий король · f5 білий кінь · e4 чорний король · d2 білий пішак · e2 чорний ферзь · c1 білий ферзь · f1 біла тура | g8 чорний кінь · c6 білий король · f5 білий кінь · e4 чорний король · d2 білий пішак · e2 чорний ферзь · c1 білий ферзь · f1 біла тура | g8 чорний кінь · c6 білий король · f5 білий кінь · e4 чорний король · d2 білий пішак · e2 чорний ферзь · c1 білий ферзь · f1 біла тура | 3 |
| 2 | g8 чорний кінь · c6 білий король · f5 білий кінь · e4 чорний король · d2 білий пішак · e2 чорний ферзь · c1 білий ферзь · f1 біла тура | g8 чорний кінь · c6 білий король · f5 білий кінь · e4 чорний король · d2 білий пішак · e2 чорний ферзь · c1 білий ферзь · f1 біла тура | g8 чорний кінь · c6 білий король · f5 білий кінь · e4 чорний король · d2 білий пішак · e2 чорний ферзь · c1 білий ферзь · f1 біла тура | g8 чорний кінь · c6 білий король · f5 білий кінь · e4 чорний король · d2 білий пішак · e2 чорний ферзь · c1 білий ферзь · f1 біла тура | g8 чорний кінь · c6 білий король · f5 білий кінь · e4 чорний король · d2 білий пішак · e2 чорний ферзь · c1 білий ферзь · f1 біла тура | g8 чорний кінь · c6 білий король · f5 білий кінь · e4 чорний король · d2 білий пішак · e2 чорний ферзь · c1 білий ферзь · f1 біла тура | g8 чорний кінь · c6 білий король · f5 білий кінь · e4 чорний король · d2 білий пішак · e2 чорний ферзь · c1 білий ферзь · f1 біла тура | g8 чорний кінь · c6 білий король · f5 білий кінь · e4 чорний король · d2 білий пішак · e2 чорний ферзь · c1 білий ферзь · f1 біла тура | 2 |
| 1 | g8 чорний кінь · c6 білий король · f5 білий кінь · e4 чорний король · d2 білий пішак · e2 чорний ферзь · c1 білий ферзь · f1 біла тура | g8 чорний кінь · c6 білий король · f5 білий кінь · e4 чорний король · d2 білий пішак · e2 чорний ферзь · c1 білий ферзь · f1 біла тура | g8 чорний кінь · c6 білий король · f5 білий кінь · e4 чорний король · d2 білий пішак · e2 чорний ферзь · c1 білий ферзь · f1 біла тура | g8 чорний кінь · c6 білий король · f5 білий кінь · e4 чорний король · d2 білий пішак · e2 чорний ферзь · c1 білий ферзь · f1 біла тура | g8 чорний кінь · c6 білий король · f5 білий кінь · e4 чорний король · d2 білий пішак · e2 чорний ферзь · c1 білий ферзь · f1 біла тура | g8 чорний кінь · c6 білий король · f5 білий кінь · e4 чорний король · d2 білий пішак · e2 чорний ферзь · c1 білий ферзь · f1 біла тура | g8 чорний кінь · c6 білий король · f5 білий кінь · e4 чорний король · d2 білий пішак · e2 чорний ферзь · c1 білий ферзь · f1 біла тура | g8 чорний кінь · c6 білий король · f5 білий кінь · e4 чорний король · d2 білий пішак · e2 чорний ферзь · c1 білий ферзь · f1 біла тура | 1 |
|   | a | b | c | d | e | f | g | h |   |

Розстановка сил на початку книги за задумом Керролла: Білі фігури - Круть, Єдиноріг, Вівця, Біла Королева, Білий Король, Дідок, Білий Лицар, Верть, пішаки: Маргаритка, Зай Атс Устриця, Крихітка Лілі, Лань, Устриця, Болванс Чик, Маргаритка. Чорні фігури (сам Керролл їх позначив на супутній діаграмі як «червоні«): Шалтай-Болтай, Тесляр, Морж, Чорна Королева, Чорний король, Ворон, Чорний Лицар, Лев, пішак : Маргаритка, Чужинець, Устриця, Тигрова Лілія, Роза, Устриця, Жабеня, Маргаритка. Шахова діаграма, яка супроводжувала текст, у перших виданнях книги була віддрукована невдало (фігури на темних клітинах були майже непомітні), що викликало нарікання читачів і засмутило самого письменника.
Казка - опис шахової партії, яку Аліса починає як білий пішак і закінчує ферзем (королевою), поставивши мат на 11-м ході. Керролл написав невелику Передмову, в якій попереджав читача, що чорні та білі не завжди ходять по черзі:
«1. Аліса зустрічає Чорну королеву. Чорна королева йде на h5.
2. Аліса через d3 (залізниця) йде на d4 (Верть і Круть). Біла Королева йде на с4 (ловит шаль).
3. Аліса зустрічає Білу Королеву (з шаллю). Біла Королева йде на с5 (стає Овечкою).
4. Аліса йде на "d5" (лавка, річка, лавка). Біла Королева йде на f8 (залишає на полиці яйце).
5. Аліса йде на d6 (Шалтай-Болтай). Біла Королева йде на с8 (рятуючись від Чорного Коня).
6. Аліса йде на d7 (ліс). Чорний Кінь йде на е7
7. Білий Кінь бере Чорного коня. Білий Кінь йде на f5.
8. Аліса йде на d8 (коронація). Чорна Королева йде на е8 (екзамен)
9. Аліса стає Королевою. Королеви рокіруються
10. Аліса рокірується (пір). Біла Королева йде на a6 (суп). 11. Аліса бере Чорну Королеву і виграє партію »— Льюїс Керролл. Аліса в Задзеркаллі
Відхилення від стандартних правил шахової партії в цьому фрагменті в Керролла дратували професійних шахістів. 1910 року Дональд М. Лідделл (англ. Donald Macy Liddell, він ніяк не був пов'язаний родинними зв'язками з Алісою Лідделл) склав свою шахову партію за типовими правилами на основі діаграми Керролла, а потім власну історію про Алісу, яка цій партії відповідає. Доналд М. Лідделл починає шахову партію дебютом Берда і закінчує матом, який оголошує Аліса, досягнувши восьмої горизонталі на  шістдесят шостому ході.

### Думки про роль шахів у «Алісі в Задзеркаллі»
На думку російського фахівця з творчості Керролла Демурової, принцип дзеркальної інверсії визначає події починаючи з перших розділів казки. З кінця Розділу II організацію просторових і часових відношень доповнює ще й шахова гра. Мартін Гарднер у книзі «Коментована „Аліса“» висловлює припущення, що задум другої казки виник у Керролла в середині 60-х років під впливом експромтів, які він розповідав сестрам Лідделл, навчаючи їх гри в шахи. Однак, як вважають деякі автори, у другій книзі мова йде вже не про Алісу Лідделл. Героїнею «Задзеркалля» могла стати інша Аліса — далека родичка письменника Аліса Теодора Рейкс. Однак деякі факти з цією теорією не узгоджуються, наприклад, у фіналі «Задзеркалля» розміщено вірш-акростих, присвячене саме Алісі Плезенс[Лідделл].
Літературознавець Гарднер зазначає, що принцип дзеркальної інверсії, який набув розвитку в казці Льюїса Керролла, з'явився в кінці роботи над казкою, «наклавшись» на початковий шаховий комплекс. На початку книги героїня, піднявшись на пагорб, помічає схожість Задзеркалля з шахівницею: «Це була дивовижна країна. Поперек бігли прямі струмочки, а акуратні живоплоти ділили простір між струмочками на рівні квадрати». Шахівниця дійсно влаштована за принципом дзеркальної інверсії: кожна сторона її - віддзеркалення протилежної, це підкреслює нотація, яка прийнята у Великій Британії й відрізняється від міжнародної - нумерація горизонталей йде для кожного боку своя, починаючи з крайнього правого (для кожного з боків) поля шахівниці. Подорож Аліси - пішака крізь ці горизонталі визначається задумом шахової партії, яку придумав письменник. У Задзеркаллі простір існує не самостійно, а лише відносно героїні. Аліса як пішак на початку казки перебуває на другій горизонталі. Звідси починає розгортатися задзеркальний простір — сад з квітами, які розмовляють, де Аліса зустрічає Королеву. Для неї простір також виникає лише у зв'язку з Алісою. Алісі належить пройти подорож від пішака, яким вона є на початку казки, до ферзя - королеви максимально коротким шляхом:
 «У міру проходження Аліси через шахові горизонталі на її шляху виникають події і персонажі, які не належать, строго кажучи, жодній зі згаданих вище просторово-часових систем. Ця нова система просторових і часових відношень пов'язана з фольклорними персонажами і подіями, героями старовинних народних пісеньок: Лев і Єдиноріг, Шалтай-Болтай, Круть і Верть, яким присвячені спеціальні розділи»— Демурова Н. М. Льюис Кэрролл. Очерк жизни и творчества
.
Боротьба між Левом і Єдинорогом, наприклад, зображена в легендах і казках різних країн. Цей конфлікт зображений навіть на шаховій дошці (шаховій — в розумінні тієї епохи) з Халдеї, яка датується 3500 роком до н. е. Припускають, що ця битва символізує регулярну перемогу літа (золотогривий лев) над весною (єдиноріг або білий кінь).
На думку Тейлора, шахи для Керролла були не просто грою: «Бувши математиком, він бачив шахівницю як розділений на квадрати аркуш паперу, що дозволяє відтворити графік будь-якої ситуації; бувши богословом, він бачив у двох боках шахівниці набагато дієвіший спосіб представити протиборчі фракції в церкві та університеті, ніж будь-який з тих, який він використовував раніше».
Існують інтерпретації, в яких сюжет «Аліси в Задзеркаллі» розглядають як певний код. Іноді шаховий принцип трактується більш широко, ніж просто партія; «Задзеркалля» в такому разі постає як якийсь подвійний код: а) для фантастичної шахової задачі, б) для настільки ж фантастичної «шахової моралі», з допомогою якої Керролл, як передбачає, наприклад, А. Дікінс, міркує про «кінцеву мету буття в житті та небуття в смерті». На думку Дікінса, в «Задзеркаллі» слід бачити смислових «три шари»: а) дитячу казку; б) пародійну шахову мораль, в якій ховається новий підтекст, в) «складну метафізичну філософію, в основі якої лежить християнська релігія». Згідно з Ш. Леслі, «зазеркальная життя, в якій все виникає у зворотній перспективі - це символ життя надприродного». Білий Лицар «уособлює науку епохи вікторіанства або Гакслі в його самовпевненому винахідництві». Відповідно Чорний Лицар уособлює його ідейного супротивника єпископа Семюела Вілберфорса. «Обидва досягають однієї й тієї ж клітини на шахівниці одночасно і обидва намагаються взяти Алісу в полон. Це знамените зіткнення між Вілберфорсом і Гакслі на засіданні Британської Асоціації 1866 року».
У останньому розділі «Задзеркалля» героїня перебирає шахові фігури, які в ожилому вигляді постали перед нею в казковій країні, сидячи на килимку перед каміном. Англійський дослідник Елікаендер Тейлор у своїй книзі «Білий Лицар» (1952) стверджує, що Керролл не пропонує серйозної партії в шахи, а використовує ходи шахових фігур тільки для вибудовування цікавого сюжету, згадуючи, як припускає дослідник, про ті уроки гри в шахи, які він колись давав дівчатам з сім'ї Лідделл.

### Шахові фігури на ілюстраціях до «Аліси в Задзеркаллі»

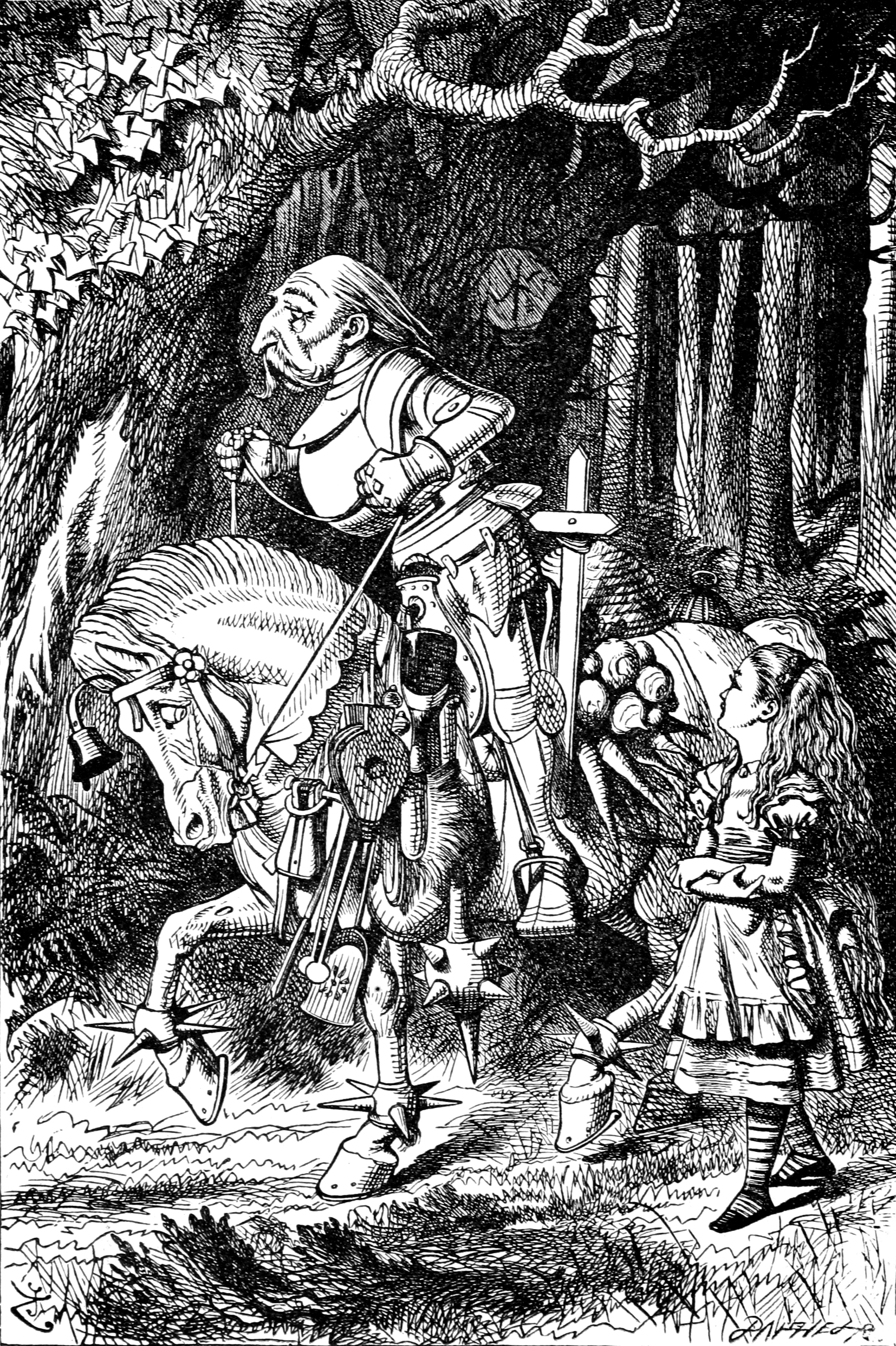
270pxБілий Лицар — автопортрет Тенніела

«Задзеркалля» для першого видання книги проілюстрував сер Джон Тенніел. Ілюстрації Джона Тенніела, що зображують шахові фігури, ґрунтуються на фігурах комплекту, відомого як комплект святого Георгія, а не комплекту Стаунтона, який є стандартним станом на початок XXI століття. Тридцять дві фігури шахового набору визначаються як «дійові особи» на початку книги, і кожна з них має певну роль в історії Аліси.
Н. М. Демурова звернула увагу на те, що малюнки Тенніела плавно показують перехід персонажів від однієї своєї іпостасі («людської») до іншої («шахової» образ цього персонажа) і назад. На початку книги Білий Лицар — це шаховий Кінь, нгаприкінці її — благородний Лицар; на окремих ілюстраціях ці іпостасі з'єднуються воєдино, і в зображеному персонажі присутні і шахові, і людські елементи (на фронтисписі до «Задзеркалля» Лицар людяний, а «дерев'яність» і «шахматність» присутні лише у вигляді натяку в зображенні голови його коня). Сучасники були вражені ілюстраціями Тенніела і сприйняли їх з подивом. Один з них писав: «Ілюстрації містера Тенніела грубуваті, похмурі, незграбні, попри те, що художник надзвичайно винахідливий і, як завжди, майже величний».
Праця над ілюстраціями до книги Керролла «Аліса в Задзеркаллі» проходила в постійних суперечках художника з Керроллом. Так, наприклад, зображення Білого Лицаря (шахового коня), якого Керролл вважав своїм alter ego, в підсумку перетворилося на стилізований автопортрет самого Тенніела. Лев і Єдиноріг — шаржі на політиків, прем'єр-міністра від консервативної партії Бенджаміна Дізраелі і лідера ліберальної партії Вільяма Гладстона. Ескізи ілюстрацій художник виконував на папері, але створював їх прямо на дерев'яних дошках з самшиту. Гравірування здійснював Едвард Делзел, один з найкращих фахівців свого часу. Щоб не завдавати шкоди дерев'яним формам, друкували не з гравюр, а з їх гальванопластичних зліпків. Тому якість друку ілюстрацій довгий час була низькою. Через це, наприклад, весь перший тираж «Аліса в Країні чудес» був знищений (у продаж надійшов тільки другий тираж).
Гравюри першого видання довгий час вважали втраченими, але 1985 року їх випадково виявили. У 1988 році видавництво Macmillan випустило невеликий тираж гравюр з оригінальних дерев'яних форм (250 примірників), який вирізняється бездоганною, на думку фахівців, якістю. Відбитки зробив Джонатан Стефенсон у друкарні Rocket Press, графство Оксфордшир. Це видання ілюстрацій Джона Тенніела до «Алісі в Задзеркаллі» було вперше експоновано в Росії галереєю InArtis в березні 2010 року в Москві в особняку Спиридонова.

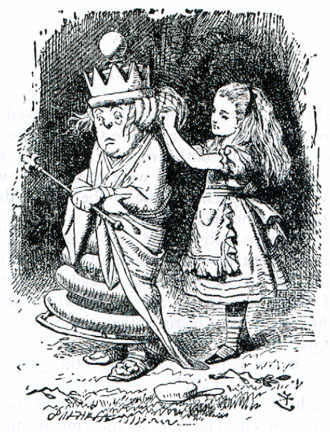
Джон Тенніел. Аліса і Біла Королева
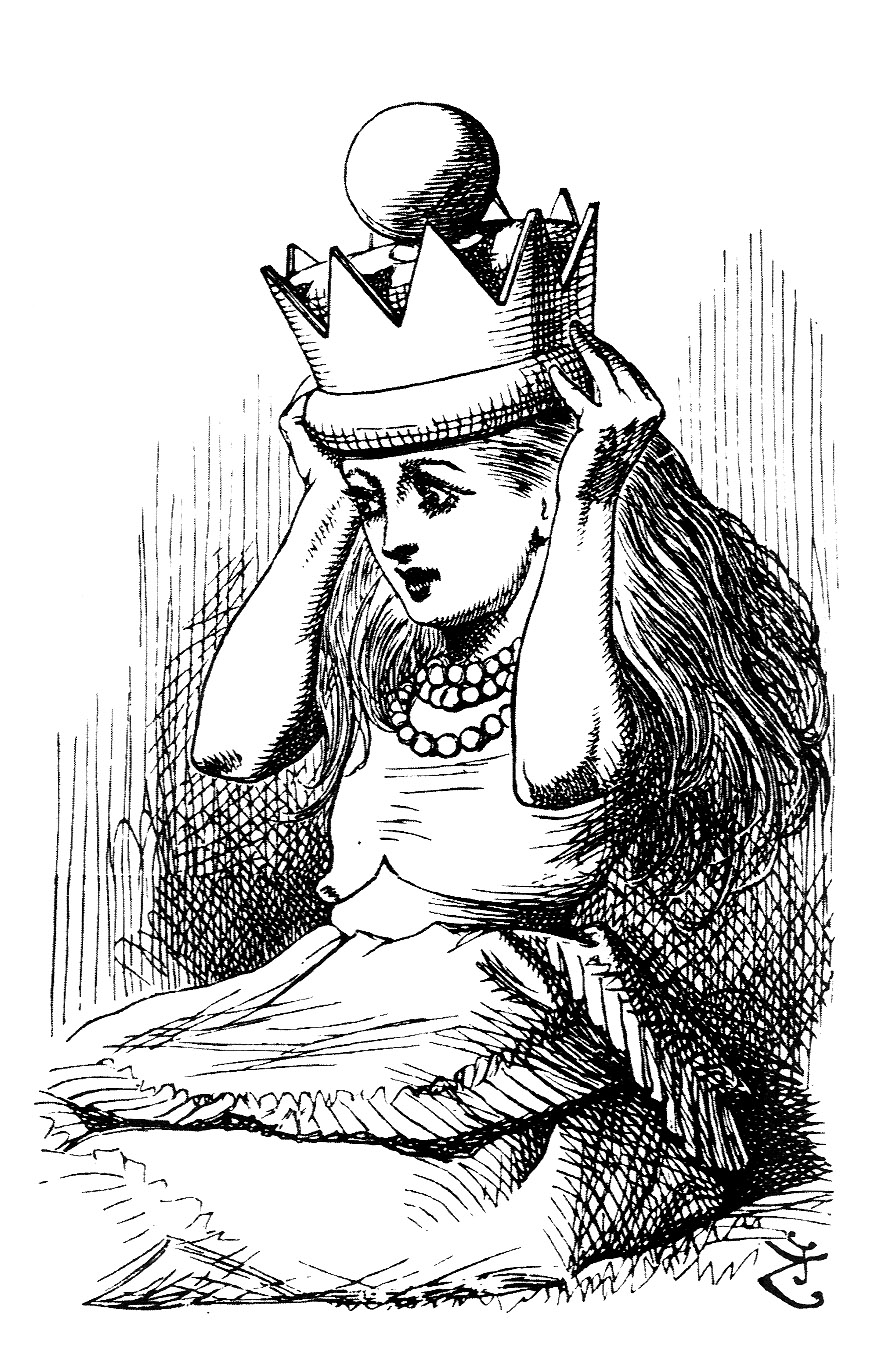
Джон Тенніел. Аліса з короною
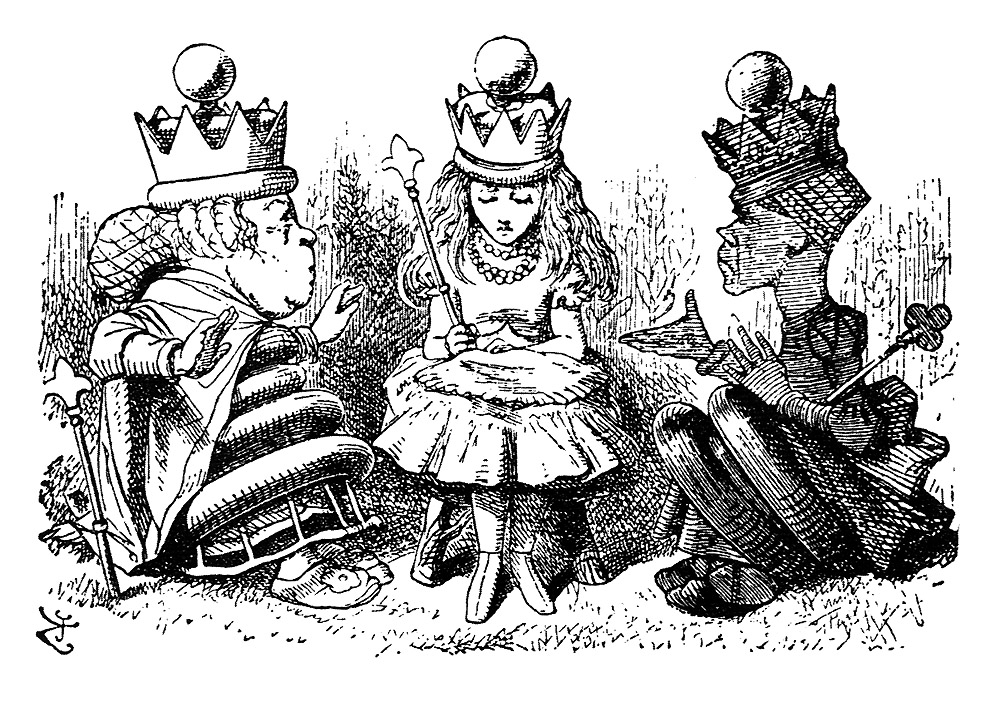
Джон Тенніел. Аліса з Білою і Червоною королевою
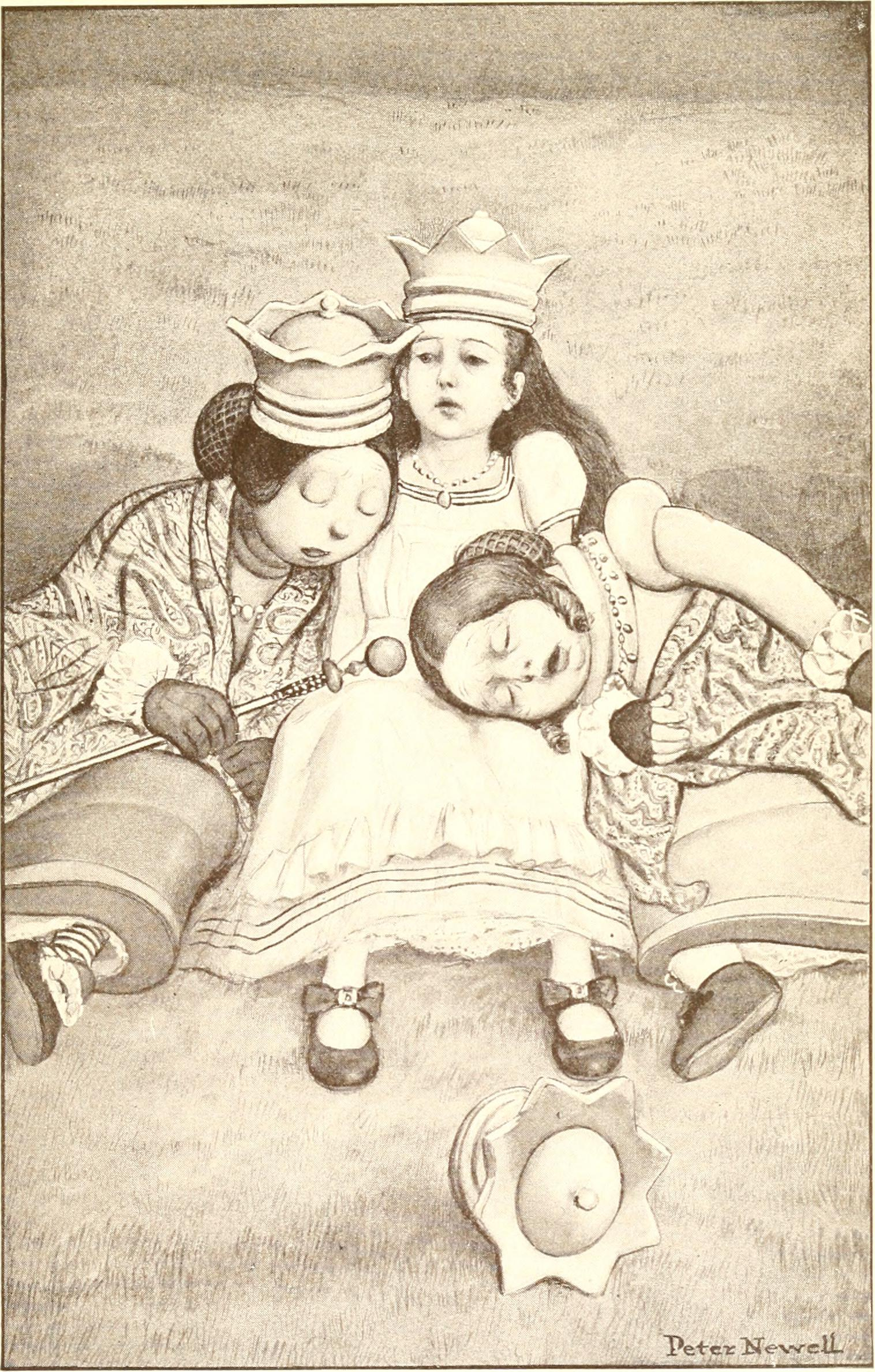
Пітер Ньюелл[en]. Ілюстрація до книги, 1902
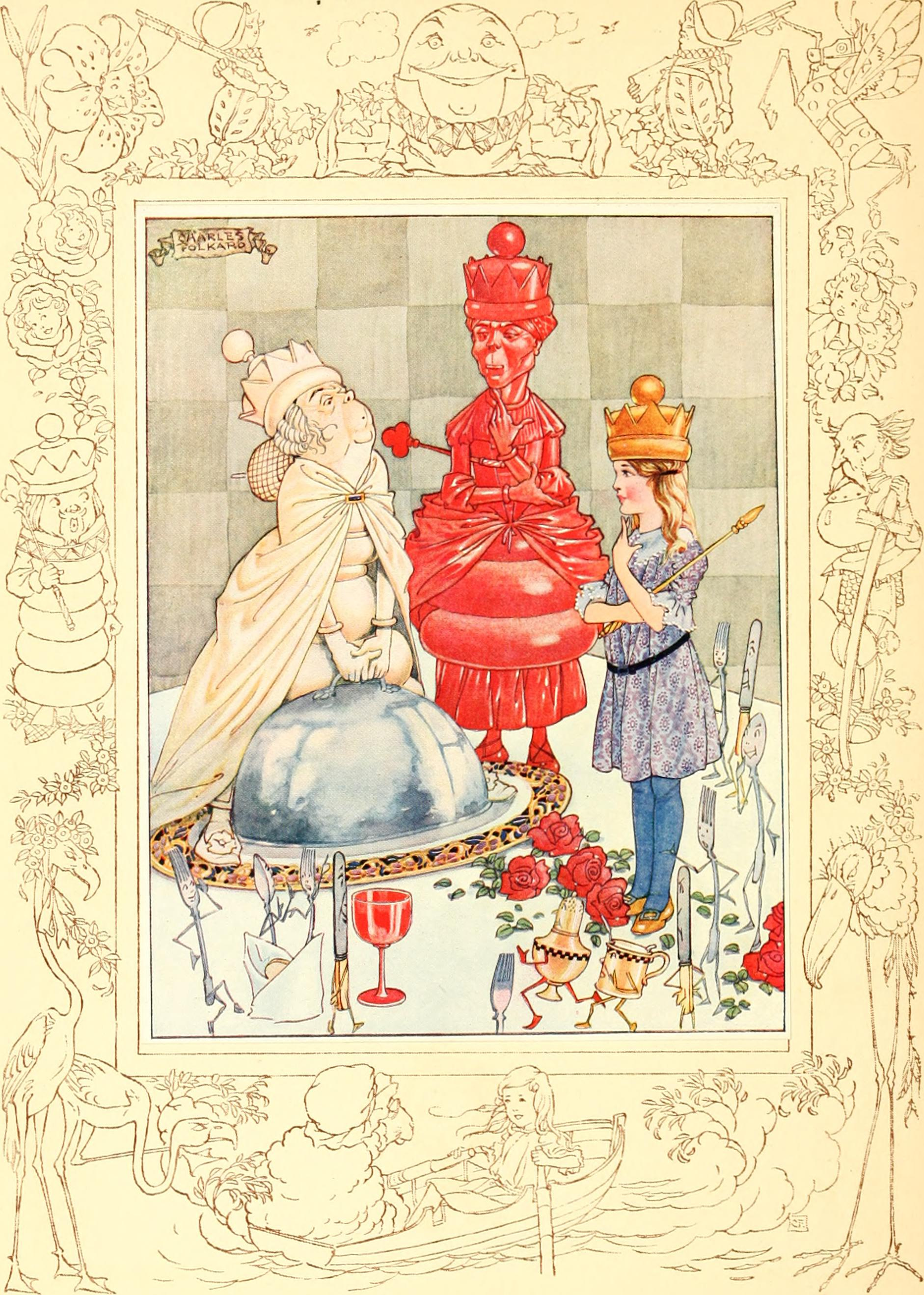
Чарлз Фолкард. Пісні з казок Керролла, 1921
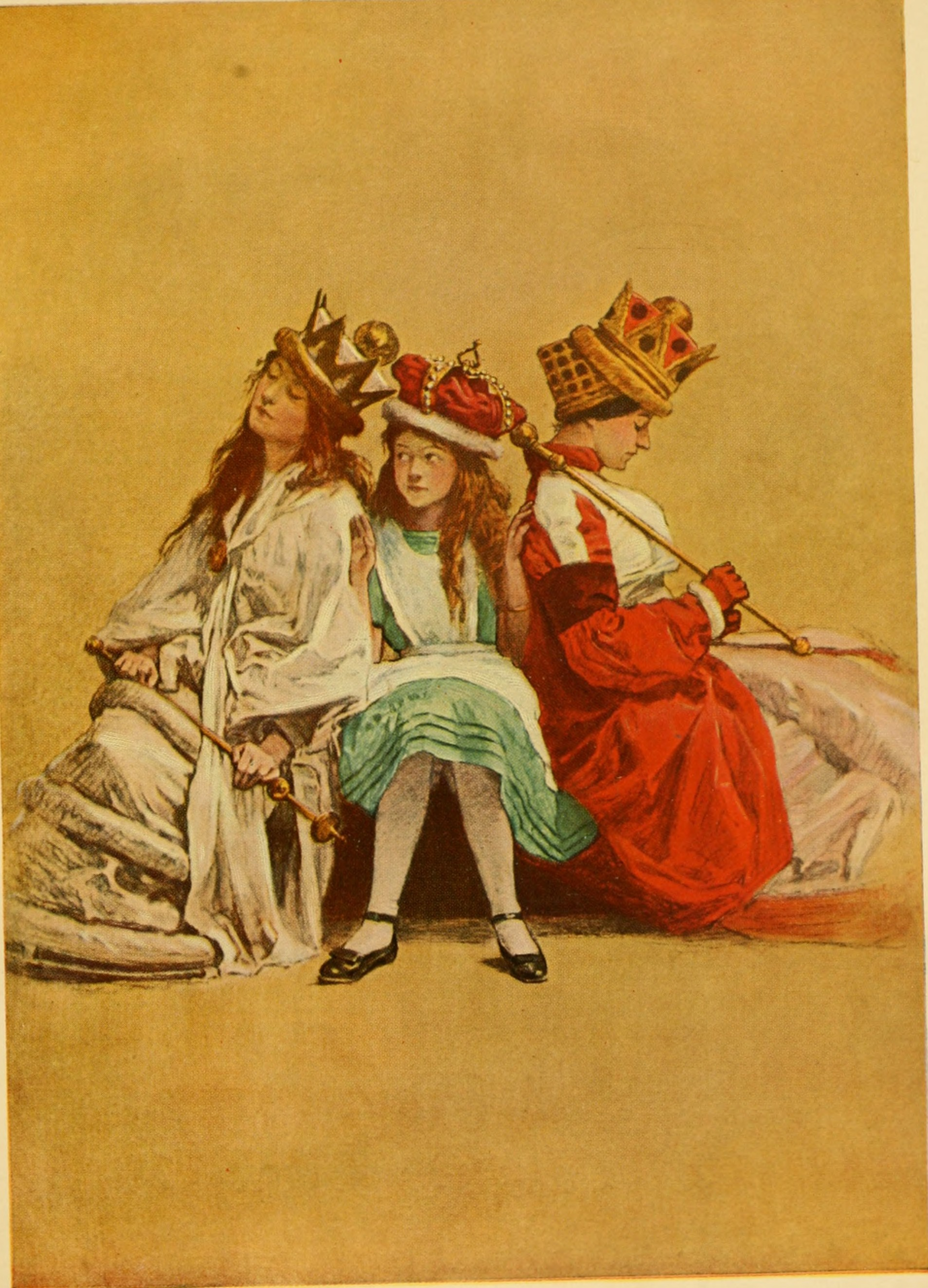
Епізод зі спектаклю за казками Керролла, 1915

## Керролл й екзотичні варіанти шахів
«Мені прийшло в голову, що можна придумати гру з літер, які потрібно пересувати по шахівниці, поки вони не складуться в слова», — писав Керролл 19 грудня 1880 року. Доджсон постійно щось винаходив. Деякі його винаходи були повторені через багато років і знайшли широке застосування. Зокрема, вважають, що саме він винайшов шахи для мандрівників, де фігури трималися на дошці з допомогою маленького виступу, відповідного поглиблення в клітині. Енід Шоєр (уроджена Стівенс) згадувала, що отримувала велике задоволення від гри в шахи і нарди з Керроллом в дитинстві. Вона відзначала, що письменник був майстром у цій грі, але, коли він грав з дитиною, то фігури здавалися живими, гру супроводжували  дебати між шаховими фігурами, які склав Керролл сам він міг придумати «абсолютно нові правила», за якими і проходила партія.
Книги про Алісу надихнули англійського математика Вернона Партона на винахід кількох варіантів шахової гри, зокрема «шахів Аліси» 1953 року, в яких використовуються дві шахівниці, а не одна. Можна користуватися і однією шахівницею. Хоча правила не дозволяють двом фігурам одночасно перебувати на одному полі, але можна використовувати одну шахівницю, поміщаючи під фігуру шашку, щоб позначити, що вона перебуває на другій. Фігури ходять так само, як і у стандартних шахах, але під час ходу переміщуються на іншу шахівницю. На початку гри фігури стоять у початковому положенні на першій шахівниці, а друга порожня. Хід можна зробити при дотриманні двох основних умов: він повинен бути коректним на тій шахівниці, на якій його роблять, і поле на іншій шахівниці, на яке фігура потрапляє після ходу, має бути вільне (брати фігуру можна тільки на тій самій шахівниці, на якій зроблений хід). Король не може переміститися на вільне поле на другій шахівниці, якщо опиниться при цьому під шахом. Рокірування у шахах Аліси дозволене. Взяття на проході не заборонене.
Шахи Чеширського кота — інша гра Партона: відбувається на шахівниці 10 на 10 клітин (із додаванням двох тур до кожного комплекту фігур). Коли фігура переходить з одного поля на інше, то колишнє поле потрібно позначити як «зникле». Зайняти «зниклу» клітку не можна, але дозволений хід через неї, шах, атака через таке поле. Рокірування в «Шахах Чеширського кота» неможливе, але перший хід король робить як ферзь.